# People's Choice Awards 1987
La 13ª edizione dei People's Choice Awards, presentata da Dick Van Dyke, si è svolta il 14 marzo 1987 ed è stata trasmessa dalla CBS.
In seguito sono elencate le categorie. Il relativo vincitore è stato indicato in grassetto.

## Cinema

### Film preferito
- Top Gun, regia di Tony Scott
- Mr. Crocodile Dundee ("Crocodile" Dundee), regia di Peter Faiman
- Star Trek - Rotta verso la Terra (Star Trek IV: The Voyage Home), regia di Leonard Nimoy

### Attore cinematografico preferito
- Clint Eastwood
- Tom Cruise
- Eddie Murphy

### Attrice cinematografica preferita
- Meryl Streep
- Jane Fonda
- Kathleen Turner

## Televisione

### Serie televisiva drammatica preferita
- Hill Street giorno e notte (Hill Street Blues)
- Dynasty
- Miami Vice

### Serie televisiva commedia preferita
- I Robinson (The Cosby Show)
- Cin cin (Cheers)
- Cuori senza età (The Golden Girls)

### Soap opera serale preferita
- Dallas (ex aequo)
- Dynasty (ex aequo)
- California (Knots Landing)

### Nuova serie televisiva drammatica preferita
- Avvocati a Los Angeles (L.A. Law)
- Crime Story
- Vita col nonno (Our House)

### Nuova serie televisiva commedia preferita
- ALF
- Balki e Larry - Due perfetti americani (Perfect Strangers)
- Troppo forte! (Sledge Hammer!)

### Attore televisivo preferito
- Bill Cosby – I Robinson (The Cosby Show)
- Tom Selleck – Magnum, P.I.
- Bruce Willis – Moonlighting

### Attrice televisiva preferita
- Cybill Shepherd – Moonlighting
- Bea Arthur – Cuori senza età (The Golden Girls)
- Angela Lansbury – La signora in giallo (Murder, She Wrote)
- Phylicia Rashād – I Robinson (The Cosby Show)
- Betty White – Cuori senza età (The Golden Girls)

### Attore preferito in una nuova serie televisiva
- Andy Griffith – Matlock

### Attrice preferita in una nuova serie televisiva
- Pam Dawber – Mia sorella Sam (My Sister Sam)
- Susan Dey – Avvocati a Los Angeles (L.A. Law)
- Deidre Hall – Vita col nonno (Our House)

### Giovane interprete televisivo/a preferito/a
- Emmanuel Lewis – Webster
- Gary Coleman
- Keshia Knight Pulliam

### Presentatore preferito di un talk show
- Johnny Carson – The Tonight Show Starring Johnny Carson

### Presentatore preferito di un gioco televisivo
- Pat Sajak – Wheel of Fortune (La ruota della fortuna)
- Bob Barker – The Price Is Right (Ok, il prezzo è giusto!)
- Alex Trebek – Jeopardy!

## Musica

### Artista maschile preferito
- Lionel Richie

### Artista femminile preferita
- Whitney Houston (ex aequo)
- Madonna (ex aequo)

### Gruppo musicale preferito
- Alabama
- The Oak Ridge Boys
- The Statler Brothers

### Artista country preferito/a
- Kenny Rogers

### Video preferito
- Dancing on the Ceiling (Lionel Richie), diretto da Stanley Donen
- Land of Confusion (Genesis), diretto da John Lloyd e Jim Yukich
- Sledgehammer (Peter Gabriel), diretto da Stephen R. Johnson

## Altri premi

### Intrattenitore preferito
- Bill Cosby
- Eddie Murphy
- Tom Selleck

### Intrattenitrice preferita
- Barbara Mandrell (ex aequo)
- Cybill Shepherd (ex aequo)
- Bette Midler
- Meryl Streep
- Barbra Streisand